# Distracció Fatal
Distracció Fatal (títol original: Fatal Instinct) és una comèdia eròtica de suspens dirigida per Carl Reiner. Parodia pel·lícules de suspens eròtic, les quals en aquest moment havien aconseguit el seu cim comercial. La pel·lícula és protagonitzada per Armand Assante com un advocat i oficial de policia anomenat Ned Ravine que té una aventura amb una dona anomenada Lola Cain interpretada per Sean Young. Kate Nelligan interpreta a la dona de Ned Ravine i Sherilyn Fenn a Laura Lingonberry, la secretària de Ravine. El títol de la pel·lícula és una combinació d'Atracció Fatal i Instint Bàsic, ambdues pel·lícules protagonitzades per Michael Douglas. Ha estat doblada al català.

## Argument
Ned Ravine, un oficial de policia i advocat (que també defensa a les persones que arresta), creu que ho sap tot sobre les dones, i diu que renunciarà a la seva placa si algú demostra que estava equivocat. Mentre està de vigilància, coneix a una seductora dona anomenada Lola Cain; l'endemà, Lola apareix en la seva oficina d'advocat, demanant-li ajuda amb uns papers. Mentre, Max Shady, qui ha romàs a la presó durant set anys, comença a assetjar a Ned, planejant com matar-li per no haver-lo defensat correctament en el judici.
La dona de Ned, Lana i el seu amant mecànic Frank, inicien un pla per matar a Ned i així cobrar la seva assegurança de vida, que té una triple indemnització si Ned és disparat, cau d'un tren en marxa, i s'ofega en un corrent d'aigua dolça, cobrant així nou milions de dòlars.
Lola aconsegueix que Ned vagi a la seva casa per examinar els "papers", els quals són de fet un rebut de la bugaderia i un tiquet de loteria caducat, i acaben tenint sexe de diverses maneres salvatges. El matí següent, Ned li diu que no tornarà a passar perquè està enamorat de la seva dona; això condueix a Lola a començar a vigilar a Ned.
Uns quants dies més tard, Ned agafa el tren per anar a un simposi legal; Lana i Frank pugen també al tren, així com Max. Quan el tren passa sobre un llac, Llana dispara 36 vegades a Max amb un revòlver, pensant que era Ned, i cau del tren; Ned creu que Lana havia actuat per salvar-li la vida. Arresta a Lana, i la defensa en el tribunal, aconseguint que l'absolguin de tots els càrrecs. Lana més tard mata a Frank, creient que la va a trair, aixafant-lo contra una paret amb el seu trepant elèctric; Lola presencia això, i comença a fer xantatge a Lana.
Ned s'enfronta a Lola, i descobreix que ella i Lana són germanes bessones; després que Lana destrossés la cara de Lola amb una pala, els doctors li havien posat una cara nova, per la qual cosa el seu promès la va deixar per Lana (que s'assemblava més a Lola que la pròpia Lola); Frank és el fill d'aquest promès. El pla de Lola des del principi era venjar-se de Lana seduint al seu marit i arruïnant el seu matrimoni.
Més tard, la secretària de Ned, Laura Lingonberry li mostra el pla de Lana per assassinar-lo, que havia descobert després d'investigar. En el pis de dalt, Lana és atacada per Lola, que l'ofega en la banyera. Mentre Ned va al bany per investigar, el marit de Laura (de qui havia fugit feia tres anys) apareix i ella el copeja amb una paella. Lola i Ned forcegen, i Lola cau al pis de baix després que Ned l'empeny feia enrere amb un potent assecador de pèl cap a la barana trencada (que Lana havia serrat prèviament per matar Ned). Ned i Laura es besen i s'abracen (i Ned tira la seva placa), Lola i Lana desperten i ataquen; Laura les dispara. Ned i Laura es casen uns quants dies més tard.

## Repartiment
- Armand Assante: Ned Ravine
- Sherilyn Fenn: Laura Lingonberry
- Kate Nelligan: Lana Ravine
- Sean Young: Lola Cain
- Christopher McDonald: Frank Kelbo
- James Remar: Max Shady
- John Witherspoon: Arch
- Bob Uecker: ell mateix
- Eartha Kitt: la jutgessa de la causa
- Tony Randall: el jutge Skanky
- Bill Cobbs: un home al parc (no acreditat)

## Paròdies
- Nou setmanes i mitja
- Cameos d'Alfred Hitchcock
- Instint bàsic
- Beverly Hills, 90210
- Foc en el cos
- Caddyshack
- El cap de la por
- Chinatown
- Dick Tracy
- Double Indemnity
- Atracció fatal
- Només a casa
- Les Diaboliques
- L'home amb dos cervells
- Pretty Woman
- Dormint amb el seu enemic
- Les tortugues ninja
- Els reis del mambo
- The Pee-wee Herman Xou
- El carter sempre truca dues vegades
- El silenci dels anyells
- This Is Spinal Tap
- Els Simpsons

## Rebuda
La pel·lícula va rebre en general crítiques negatives per part dels crítics; té una puntuació del 19% basada en 21 crítiques en Rotten Tomatoes.
Crítica: "Molt simpàtica"

## Disponibilitat
La pel·lícula va ser llançada la primavera de 1994 en VHS i està disponible en DVD, però només per a Amèrica del Nord i Europa.